# Полленса
Полленса (кат. Pollença) — місто та муніципалітет у північній частині острова Майорка, Болеарські острова, розташоване поблизу мису Форментор і Алькудії. Місто лежить всередині острова, близько 6 кілометрів на захід від узбережжя та прибережного порту Порт-де-Полленса.

## Історія

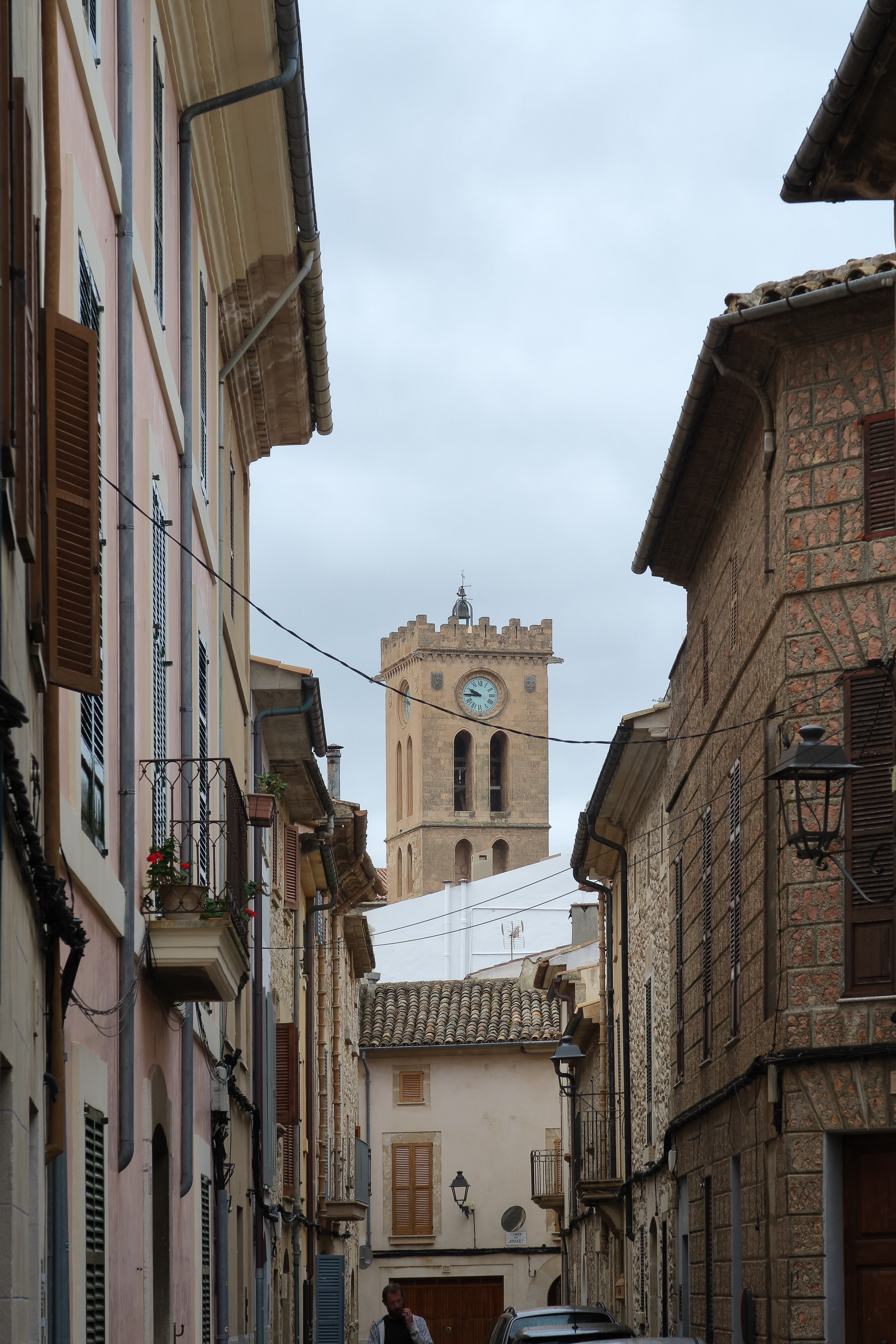
Вузькі вулочки Полленси

Походження назви сучасної Полленси походить від назви римського поселення Pollentia, розкопані залишки якого лежать за кілька кілометрів, у сучасному муніципалітеті Алькудія.
Протягом усієї своєї історії Полленса була місцем значних військових протистоянь через своє важливе географічне положення. Від опору християнському завоюванню та експедиції короля Хайме I Арагонського до того, як воно стало останньою опорою короля Хайме III Майорки, ця територія стала свідком інтенсивних конфліктів.
Сучасне поселення було засноване в XIII столітті. Як і багато інших міст на Майорці. Полленса була збудована приблизно в 6 км від морського узбережжя з метою сховати місто від нападів піратів. Тим не менш, це не врятувало поселення від піратських нападів, зокрема від відомого нападу османського корсара Тургут-реїса у 1550 році, під час якого місцеві жителі Полленси виявили надзвичайну хоробрість. Подія відзначається щорічно 2 серпня.

## Основні пам'ятки
Більшість сучасних будинків були зведені в XVII та XVIII століттях, але більшість вулиць є дуже вузькими як спадщина попередньої середньовічної епохи. На центральній Головній площі (Plaça Major), є численні кафе під відкритим небом, а над нею домінує велика церква Esglèsia de Nostra Senyora dels Àngels (Богоматір Ангелів), яка була побудована тамплієрами в XIII столітті.
Однією з найвизначніших пам'яток міста є крутий під'йом з 365 сходів на північ від площі, що веде до каплиці на вершині пагорба, відомого як Кальварія. У Страсну п'ятницю тут відбувається найдраматичніший парад року. Спочатку на дорозі відбувається реконструкція Хресної дороги, відтак відбувається імітація розп'яття на вершині пагорба, після чого фігура Христа урочисто знімається з Хреста. Відбувається похмурий марш Тіла Христа містом, освітленим смолоскипами, на чолі з сотнями людей у плащах, масках і гостроверхих капелюхах у повній тиші, за винятком повільного удару в барабан.
У північній околиці міста зберігся камяний «римський міст». Точна дата його побудови невідома, хоча перші відомості про нього існують з XIV століття.
Найбільш відвідувані пам'ятки міста Полленса: площа Майор, площа Велла, Кан Льобера, монастир, сади Жанни Марч, Кальварія та Римський міст.

## Пляжі
- Кала Фігуера
- Кала Мурта
- Кала Форментор
- Кала Сант Вісенс (Кала Молінс, Кала Баркес, Кала Клара і Кала Карбо)
- Кала Бокер
- Пляж Порт-де-Полленса
- Пляж Ленер
- Пляж Кан Куарасса

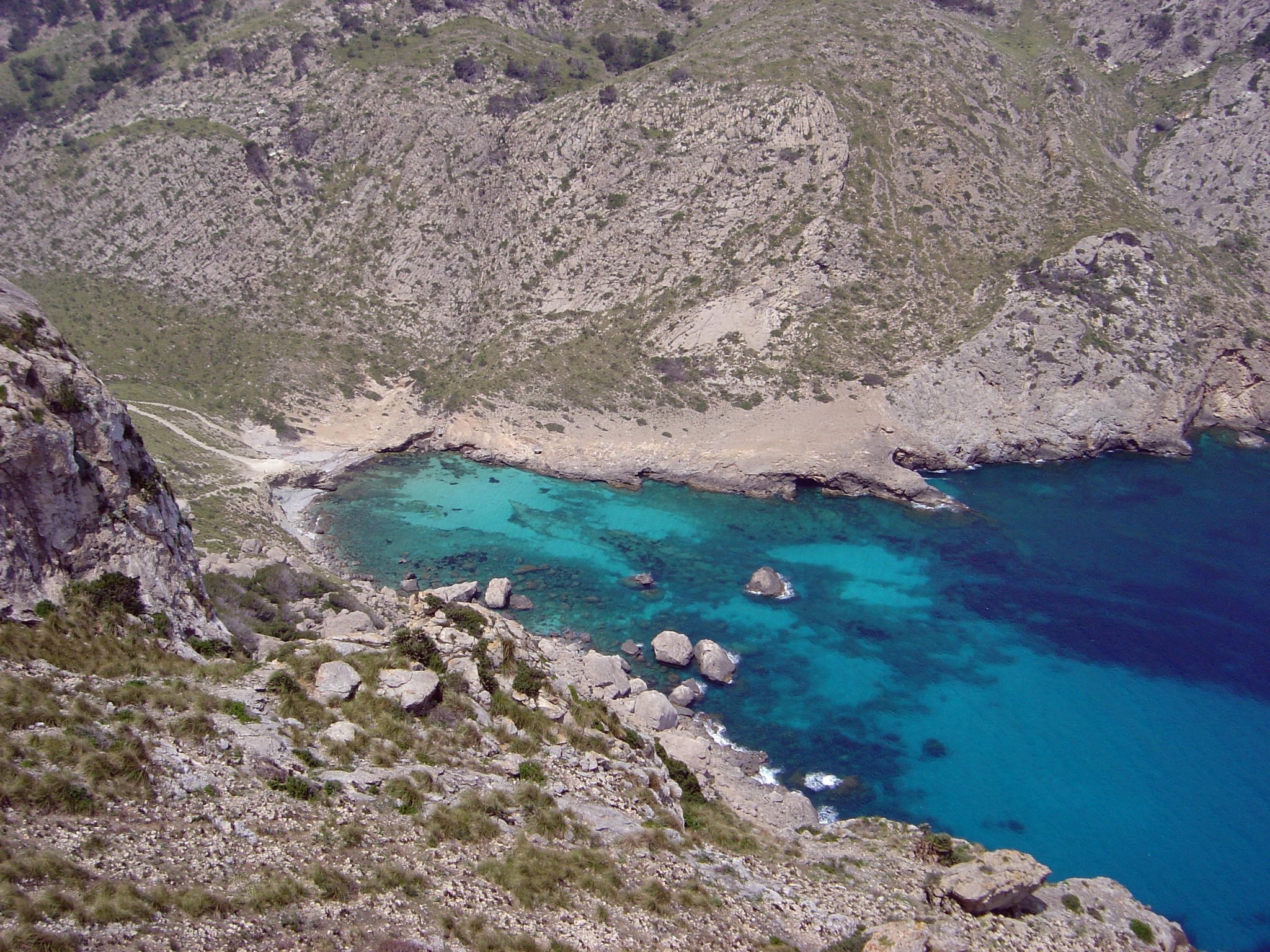
Кала Фігуера.
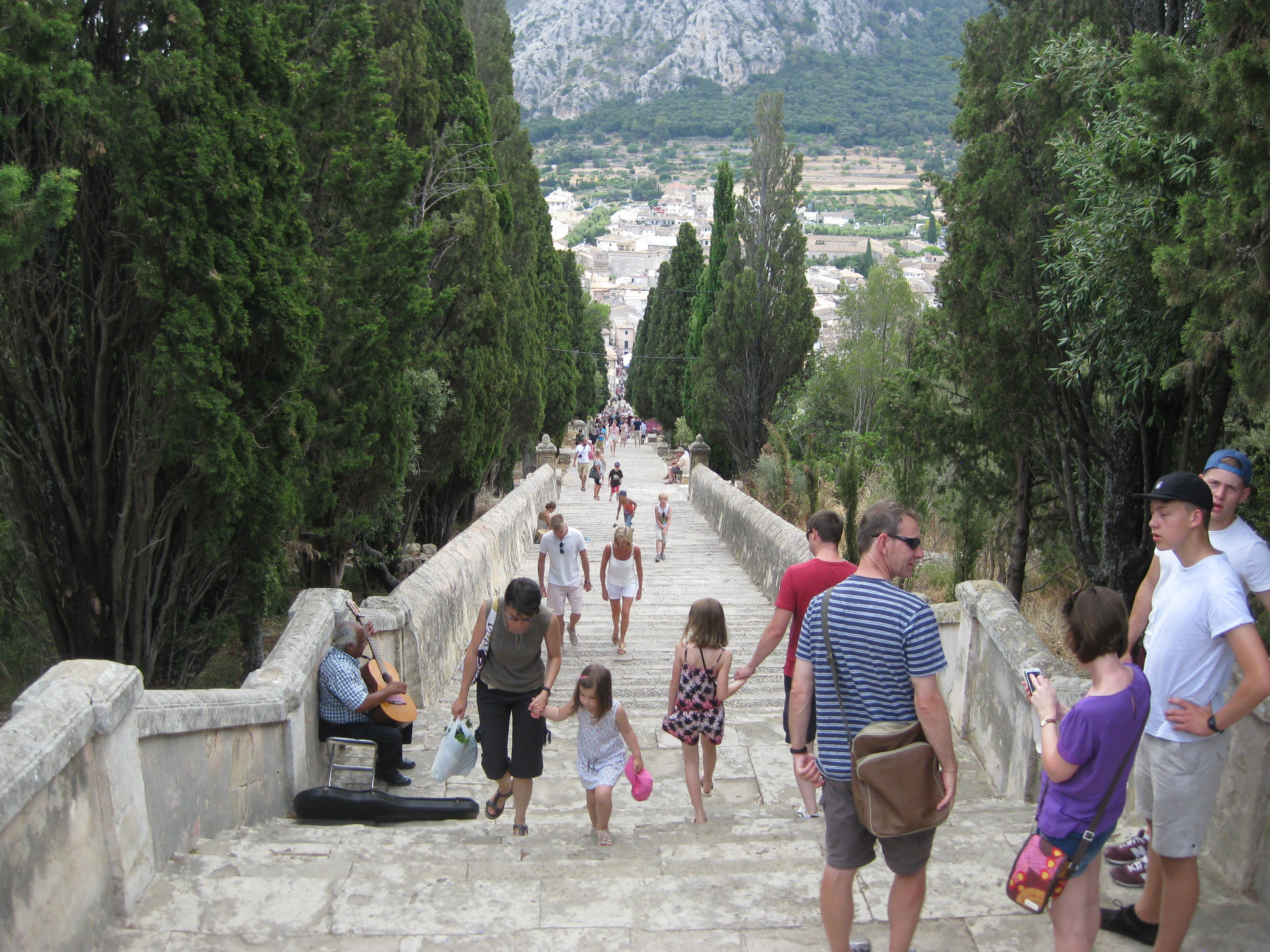
Вид з вершини Кальварії
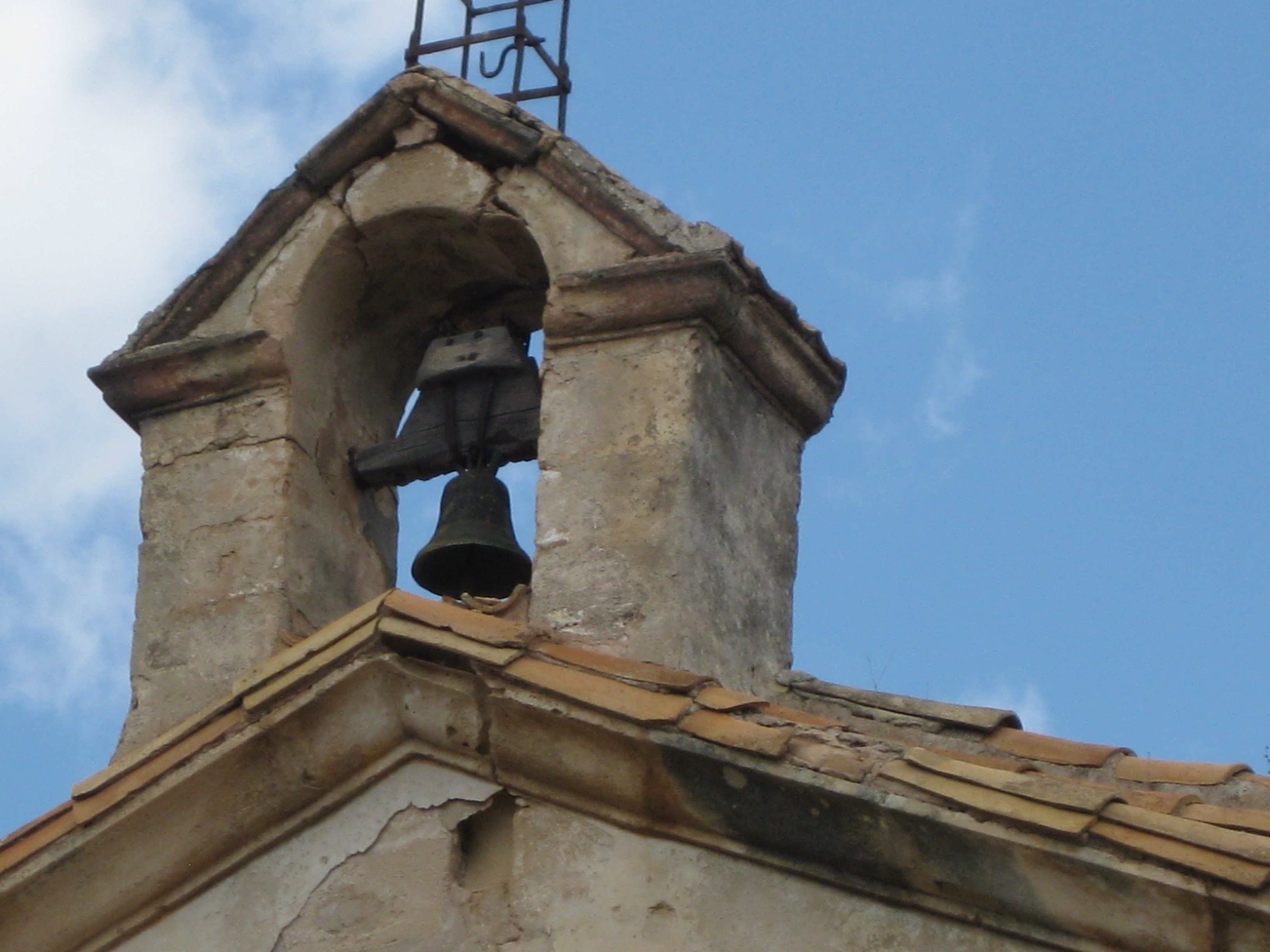
Церква на вершині Кальварії
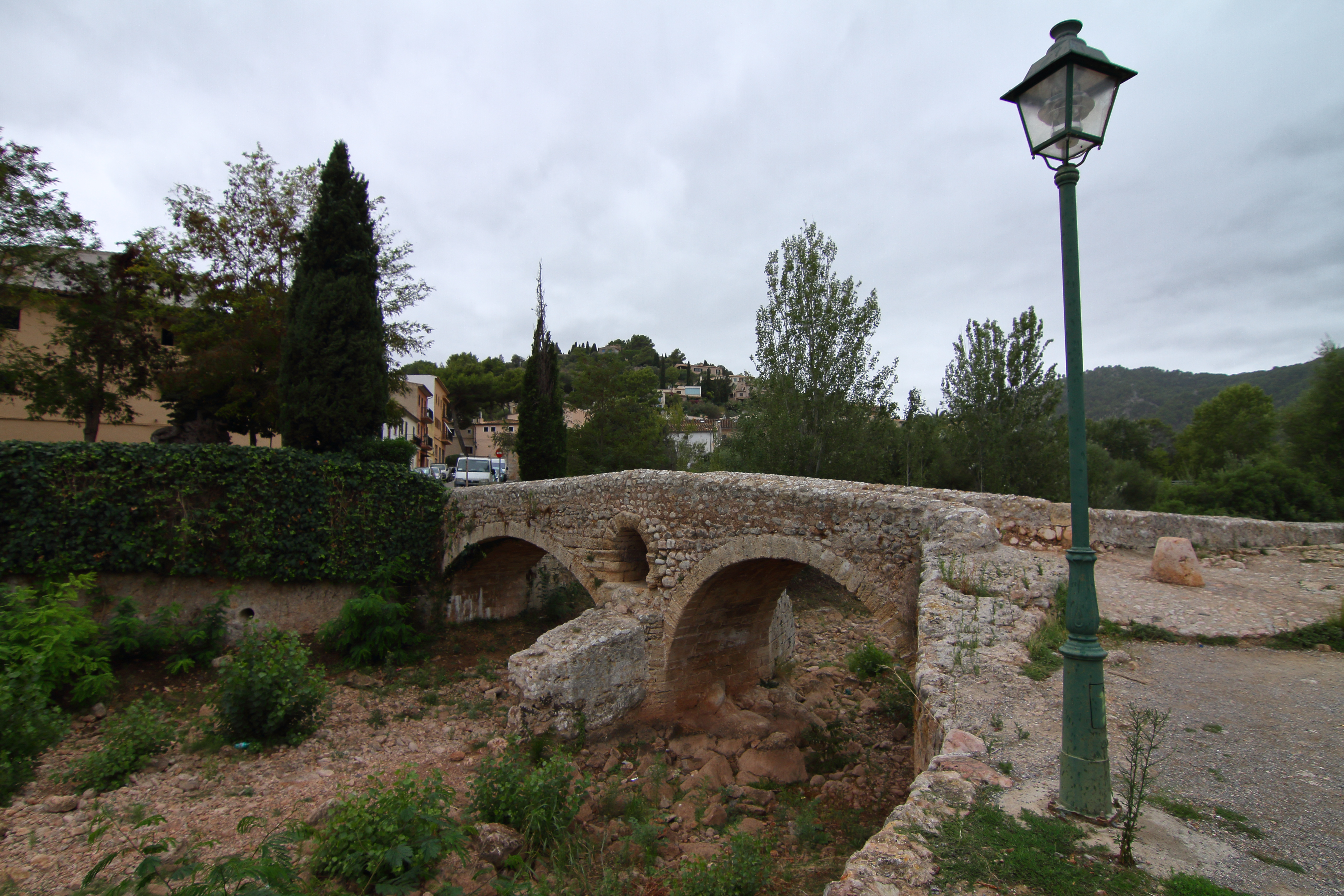
Римський міст
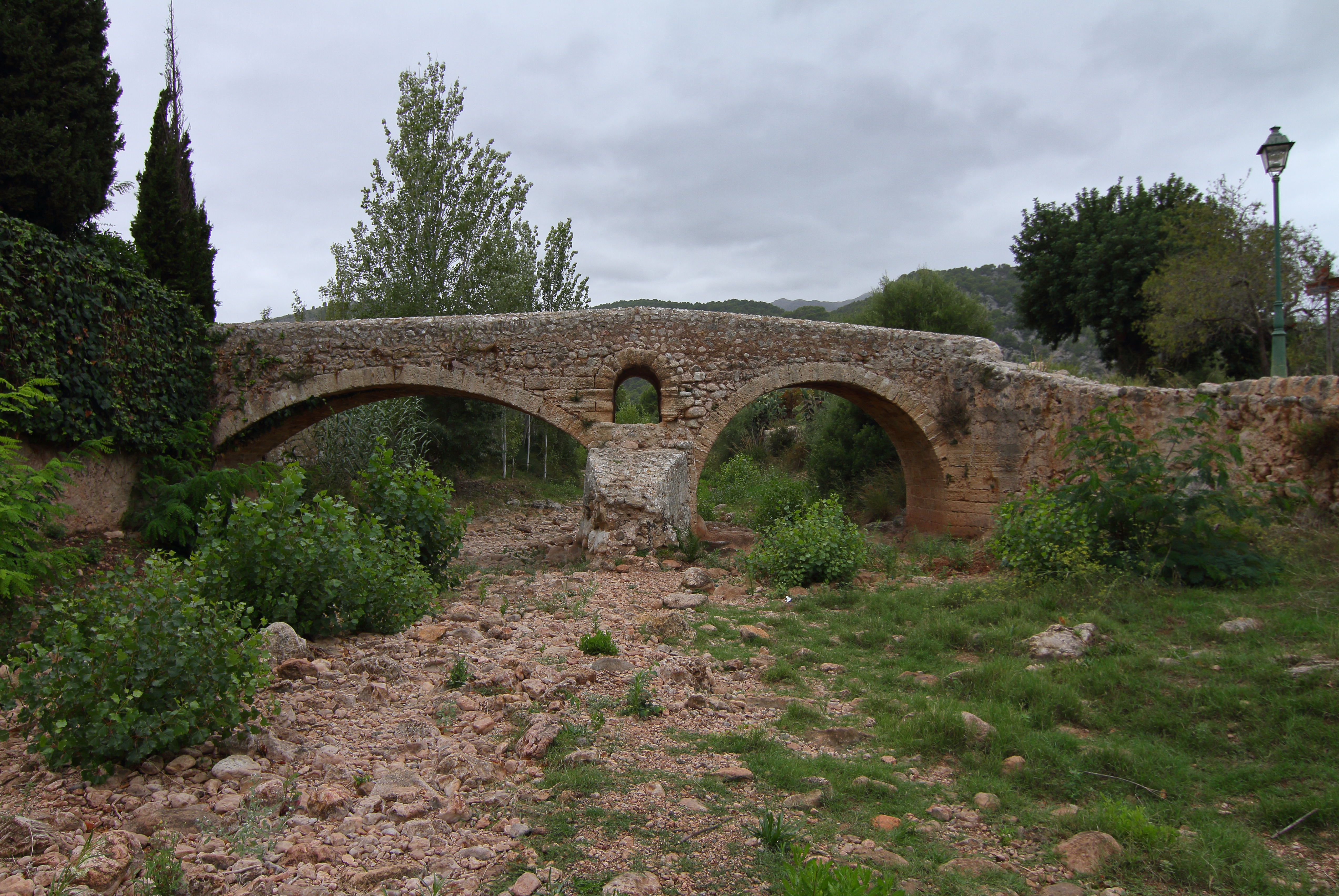
Римський міст
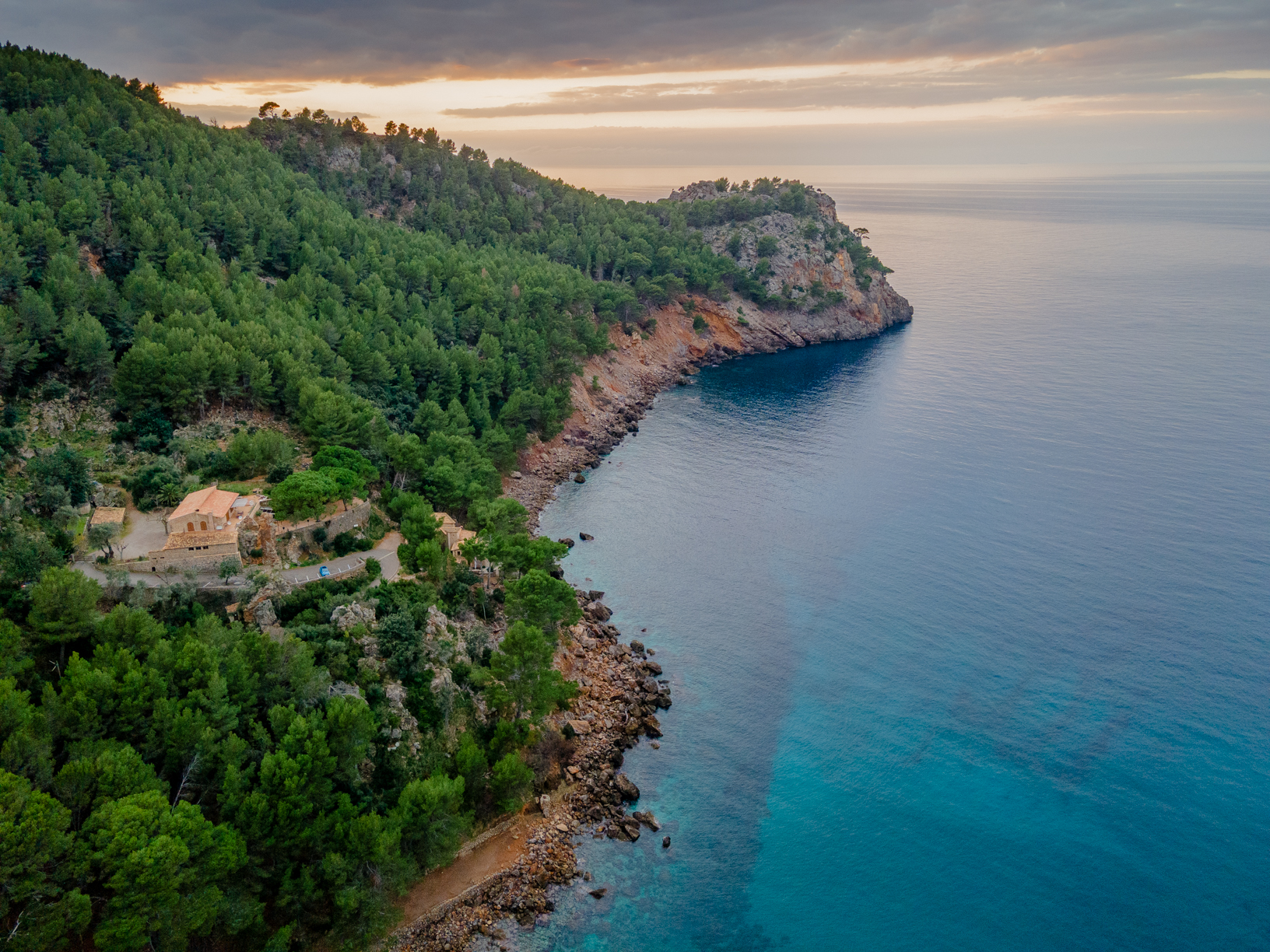
Затока Полленса (Bahia de Pollença)
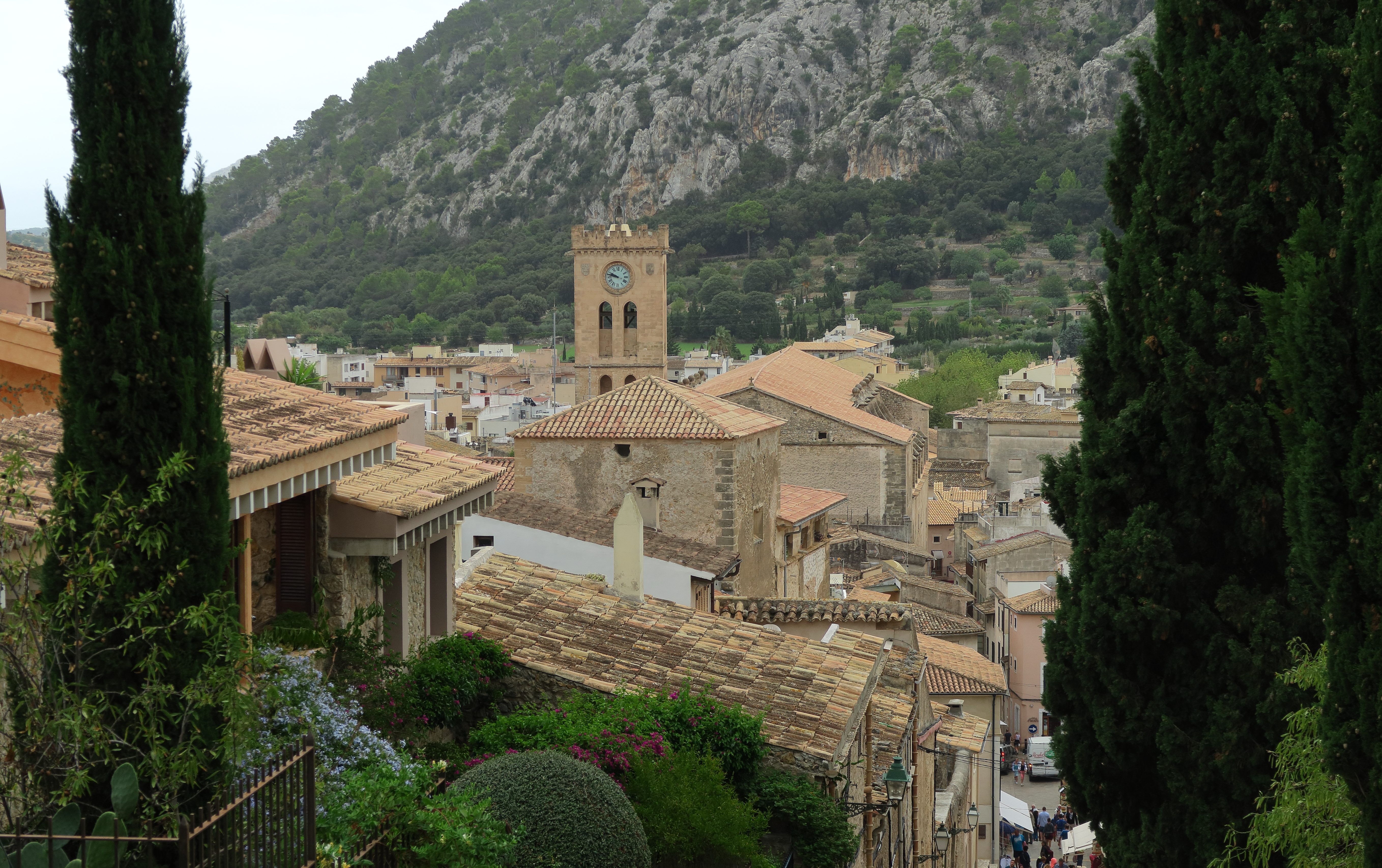
Вид на місто з Кальварії